# Copa Revancha
El término Copa Revancha se refiere a una serie de encuentros de fútbol de carácter amistoso que se disputan anualmente en Argentina, durante el verano, entre clubes rivales. Entre las Copas Revancha, se encuentran:
- Boca Juniors vs. River Plate
- Independiente vs. Racing Club

## Boca Juniors - River Plate
La Copa Revancha entre Boca y River se comenzó a disputar en 1993 en la ciudad de Mar del Plata. El primer campeón fue River, que conquistó el título en 8 oportunidades, mientras que Boca lo hizo en 7.
| Año  | Campeón                              | Resultado                            | Subcampeón                           | Sede                                 |
| ---- | ------------------------------------ | ------------------------------------ | ------------------------------------ | ------------------------------------ |
| 1993 | River Plate                          | 2:1                                  | Boca Juniors                         | Mar del Plata                        |
| 1994 | Boca Juniors                         | 3:1                                  | River Plate                          | Mendoza                              |
| 1995 | River Plate                          | 0:0 (4-2 pen.)                       | Boca Juniors                         | Mar del Plata                        |
| 1996 | River Plate                          | 1:0                                  | Boca Juniors                         | Mar del Plata                        |
| 1997 | River Plate                          | 1:1 (5-3 pen.)                       | Boca Juniors                         | Mar del Plata                        |
| 1998 | Boca Juniors                         | 0:0 (4-2 pen.)                       | River Plate                          | Mendoza                              |
| 1999 | Boca Juniors                         | 3:0                                  | River Plate                          | Mendoza                              |
| 2000 | No se disputó                        | No se disputó                        | No se disputó                        | No se disputó                        |
| 2001 | Boca Juniors                         | 1:0                                  | River Plate                          | Mendoza                              |
| 2002 | Boca Juniors                         | 4:0                                  | River Plate                          | Mar del Plata                        |
| 2003 | Boca Juniors                         | 3:3 (5-3 pen.)                       | River Plate                          | Mendoza                              |
| 2004 | River Plate                          | 3:1                                  | Boca Juniors                         | Mendoza                              |
| 2005 | Boca Juniors                         | 2:0                                  | River Plate                          | Mendoza                              |
| 2006 | No se disputó                        | No se disputó                        | No se disputó                        | No se disputó                        |
| 2007 | River Plate                          | 1:1 (6-5 pen.)                       | Boca Juniors                         | Mendoza                              |
| 2008 | River Plate                          | 3:2                                  | Boca Juniors                         | Mar del Plata                        |
| 2009 | Se disputó la Copa Ciudad de Mendoza | Se disputó la Copa Ciudad de Mendoza | Se disputó la Copa Ciudad de Mendoza | Se disputó la Copa Ciudad de Mendoza |
| 2010 | River Plate                          | 1:1 (3-1 pen.)                       | Boca Juniors                         | Mendoza                              |

### Palmarés
| Equipo       | Títulos                                     | Subtítulos                                  |
| River Plate  | 8 (1993,1995,1996,1997,2004,2007,2008,2010) | 7 (1994,1998, 1999, 2001, 2002, 2003, 2005) |
| Boca Juniors | 7 (1994,1998, 1999, 2001, 2002, 2003, 2005) | 8 (1993,1995,1996,1997,2004,2007,2008,2010) |

## Independiente - Racing Club
La han jugado en cuatro ocasiones, en 2000, 2001, 2010 y 2017. En las ediciones 2000 y 2001 el campeón fue Independiente, y en las ediciones 2010 y 2017 lo fue Racing.
| Año  | Campeón       | Resultado      | Subcampeón    | Sede          |
| ---- | ------------- | -------------- | ------------- | ------------- |
| 2000 | Independiente | 1:0            | Racing Club   | Mar del Plata |
| 2001 | Independiente | 0:0 (6-5 pen.) | Racing Club   | Mar del Plata |
| 2010 | Racing Club   | 1:0            | Independiente | Mar del Plata |
| 2017 | Racing Club   | 0:0 (8-7 pen.) | Independiente | Mar del Plata |

| Equipo        | Títulos        | Subtítulos     |
| Independiente | 2 (2000, 2001) | 2 (2010, 2017) |
| Racing Club   | 2 (2010, 2017) | 2 (2000, 2001) |

- Datos: Q5474057